# Maulbeerbaum von Schermen

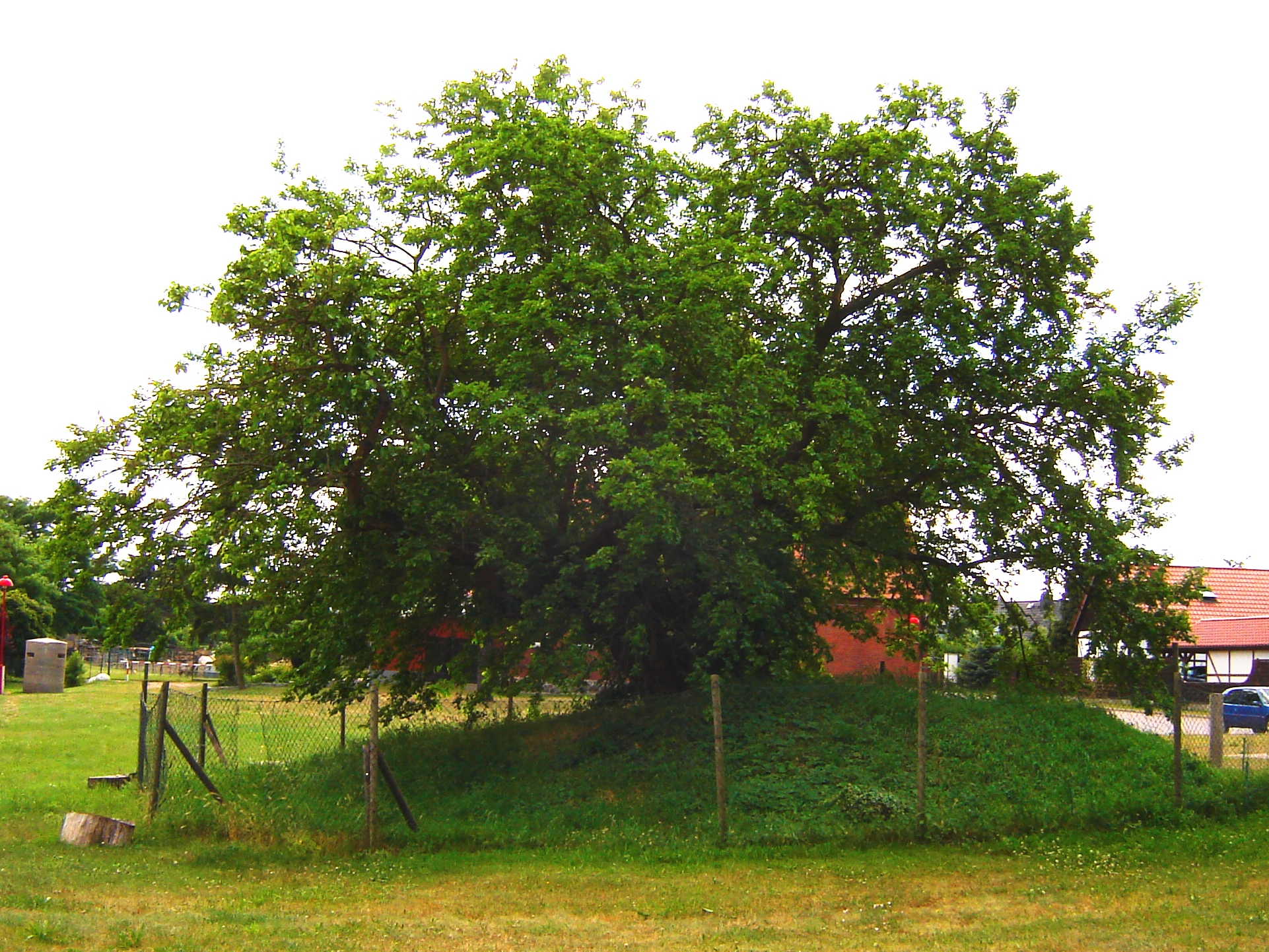
Maulbeerbaum von Schermen

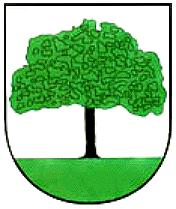
Wappen von Schermen mit Maulbeerbaum

Der Maulbeerbaum von Schermen ist eine ungewöhnlich alte Weiße Maulbeere im Dorf Schermen in Sachsen-Anhalt und als Naturdenkmal ausgewiesen.
Der Baum befindet sich südlich der Dorfkirche Schermen und hat einen Stammumfang von etwa 4,90 m. Er wurde etwa 1750 gepflanzt und war Teil der vom preußischen König Friedrich II. angestrengten Bemühungen in Preußen eine eigene Seidenraupenzucht zu etablieren. Um das Futter für die Seidenraupen bereitzustellen, wurde die Anlage von Maulbeerbaumplantagen veranlasst. Pro Hufe Land waren sechs Bäume zu pflanzen. Seidenraupen-Inspecteur Borchard aus Burg berichtete 1755, dass in Schermen 111 nutzbare Maulbeerbäume vorhanden waren. Sechs der Bäume standen auf dem Kirchhof der benachbarten Dorfkirche Schermen, zu denen möglicherweise auch der erhalten gebliebene gehörte. Die Blätter der Schermener Maulbeerbäume holte der Möckerner Küster Hoppe mit einem Handwagen.
1941 wurde der Baum unter Naturschutz gestellt. Der Maulbeerbaum war im Ort auch als Zuckertütenbaum bekannt, da an ihm die Schultüten der Erstklässer angehängt wurden. Bis in die 1960er Jahre wurden in der Schule noch Seidenraupen gehalten.
In den 1990er Jahren wurde der Bereich um den Baum zum Dorfplatz umgestaltet. Seit 2002 findet einmal im Jahr ein Maulbeerbaumfest statt. Der Maulbeerbaum befindet sich auch auf dem Schermener Wappen.